# Elon Howard Eaton
Pour les articles homonymes, voir Eaton.
Elon Howard Eaton est un ornithologue américain, né le 8 octobre 1866 à Collins dans l'État de New York et mort le 27 mars 1934 à Geneva dans l'État de New York.

## Biographie
Il est le fils de Luzern et de Sophia (née Newton) Eaton. Après des études au Griffiths’ Institute de Springville, il obtient son  Bachelor of Arts à l’université de Rochester (1890), puis son Master of Arts (1893), son Master of Sciences (1911) et enfin son Doctorat of Sciences (1927). Eaton fréquente également l’université Columbia de 1899 à 1900.
Le 4 septembre 1909, il se marie avec Gertrude Yeames d’Arlington, union dont naîtra deux enfants. Il se remarie le 1er septembre 1915 avec Ester Woodman, dont naîtra aussi deux enfants.
Il enseigne les sciences et est vice-principal à la High School de Canandaigua de 1889 à 1907. En 1908, il part à la Hobart and William Smith Colleges où il dirige le département de biologie ainsi que le muséum de l’établissement.
Eaton s’intéresse à l’ornithologie très tôt et il suit des cours de taxidermie à Buffalo. Il est membre du conseil du département de conservation de l’État et participe à une mission scientifique du district Finger Lakes dans l’est de l’État de New York.
Il est membre de diverses sociétés savantes dont l’Association américaine pour l'avancement de la science, l’American Society of Mammalogists, l’American Eugenics Society, l’Ecological Society of America, etc.

## Liste partielle des publications
- 1910-1914 : Birds of New York[1] (Memoir n° 12, University of the State of New York, Albany)
- 1914 : Birds of western New York[2] (Proceedings of the Rochester Academy of Science, Rochester, N.Y.).

## Source
- Verdi Burtch (1935). Obituaries, The Auk, 52 (2) : 224.  (ISSN 0004-8038)